# Kanaan
Kanaan (I den danske Bibel anvendes formen Kana'an) var det førisraelitiske navn på landet mellem Jordan-floden og Middelhavet, dvs. det samme som landområdet Palæstina/Israel.  Navnet Kanaan optræder som landskabsnavn på tekster fra slutningen af det andet årtusinde f.v.t.
Et semitisk oldtidsfolk, kanaanæerne, beboede området i førisraelitisk tid, inden det gradvis blev erobret af israelitterne i det andet årtusinde f.v.t.
En anden, traditionel religiøs betegnelse for området er "det forjættede land" eller "det lovede land". Denne betegnelse stammer fra Det Gamle Testamente, ifølge hvilket Gud i Første Mosebogs kapitel 12 lovede Abraham, at hans hus skulle blive et stort folk i et land, som Gud ville give ham.
Kanaan er derudover ifølge Det Gamle Testamente også navnet på en søn af Noas søn Kam.